# El lazarillo de Tormes
La vida de Lazarillo de Tormes y de sus fortunas y adversidades, més coneguda com a El lazarillo de Tormes, és una novel·la picaresca del segle xvi, d'autor desconegut, escrita en castellà. Narra les aventures d'un jove orfe que serveix diversos amos per prosperar socialment. L'obra encadena episodis humorístics sota la forma d'una carta on el protagonista explica la seva vida. El seu gran èxit va propiciar l'aparició de diverses segones parts a càrrec de literats de l'època, sense la fortuna de l'original. Se'n va fer una pel·lícula espanyola l'any 1959.

## Argument
El protagonista va néixer a Salamanca. En va ser abandonat per sa mare, Llàtzer entra a treballar amb un cec que li nega el menjar elemental per sobreviure. El nen ha de desenvolupar la seva astúcia per a robar-li'n una part. El mateix passa amb el clergue i l'herald a qui serveix més tard. Amb aquest darrer, hi manté una relació cordial però l'home abandona la ciutat. Llavors Lazarillo entra en el servei d'un capellà mercedari hipòcrita i un venedor de butlles eclesiàstiques (tractat que va ésser censurat).
La segona part narra més breument la seva estada amb altres amos, com un capellà, un artesà i un vigilant. Aleshores passa a tenir ofici propi, es torna aiguador i pregoner. El religiós d'una església l'ajuda a aconseguir aquestes feines i li ofereix una casa perquè es casi amb una de les seves criades (amb qui suposadament mantenia relacions). Llàtzer hi accedeix i suporta la infidelitat de la seva dona, que continua veient-se amb el religiós, a canvi d'una posició de calma a la vida, ja que ha vist que l'honor és simple aparença.

## Característiques
El protagonista, un pícaro (és a dir, un noi trapella o entremaliat) que ve del poble baix, narra les seves aventures de manera autobiogràfica. En tant que antiheroi, Lazarillo és utilitzat per la literatura com a antítesi de l'ideal cavalleresc. L'engany, l'astúcia i la trampa enginyosa fan part del seu caràcter. Viu al marge dels codis d'honor propis de les classes altes de la societat de la seva època i l'única cosa de la qual es pot enorgullir és seva llibertat.
Els amos a qui serveix pertanyen a diferents classes socials però tots tenen en comú que aparenten ésser qui no són i que viuen d'enganyar la gent amb uns pretesos valors. Aquest pessimisme és un dels trets que va atreure més de la novel·la, i que va avançar-se a la concepció barroca que tot és il·lusió i aparença, al projectar l'autor la seva personalitat sobre un personatge fictici: això li permet exposar amb més llibertat les seves pròpies idees.
Aquesta novel·la picaresca té un marcat caràcter moralitzant. És un exemple de les conductes aberrants que, sistemàticament, resulta castigada. La picaresca és molt influïda de la retòrica de l'època, basada en molts casos, sobre la predicació d'exemples, en els quals es narra la conducta desencaminada d'un individu que, finalment, serà castigat.
El to realista parodia els gèneres de cavalleries i pastorils, ja que l'objectiu únic del protagonista és menjar i situar-se dins la societat, no té els ideals propis dels herois. En realitat, és una autobiografia on justifica a un superior la seva actitud enfront de la seva dona, en contra de l'escàndol popular. Es pot considerar que inaugura el gènere picaresc. Té també un fort caràcter satíric. La sàtira és un element constant en el relat picaresc. El protagonista deambularà pels diferents estrats socials. Primer farà de servent, cosa que li permetrà conèixer els fets més íntims dels seus amos. Tot això serà narrat per un trapella amb una actitud crítica.
L'aparició de nombrosos personatges religiosos amb un tractament negatiu va fer que el llibre figurés en l'índex de les obres prohibides per la Inquisició. Van aparèixer, llavors, edicions esporgades, sense els passatges més controvertits, que no van impedir la circulació clandestina del llibre original. Segurament per aquesta raó l'autor no va gosar signar l'obra.
El nom de Lázaro va passar a designar, en castellà, des d'aquell moment els pigalls (lazarillos en castellà). El llibre és un dels clàssics escolars espanyols més estables en el temps.

## Autoria de l'obra
La versió del Lazarillo de Tormes que tenim avui es va publicar anònimament i l'original s'ha perdut.
L'autor del Lazarillo va decidir no donar a conèixer el seu nom quan va lliurar l'original del llibre a l'impremta. Les raons per ocultar-ho van poder ser vàries. La primera, i més important potser, l'ésser conscient que la seva obra no passava de ser un mer entreteniment per als que la llegissin, un «nonada», segons ell mateix la qualifica en el pròleg, composta a més en una llengües, la castellana, que encara no tenia el reconeixement literari que gaudiria caminant el temps.
El 1605 fra José de Sigüenza n'atribueix l'autoria al matemàtic i també frare Juan de Ortega. Diu que va trobar un manuscrit a la seva cel·la, però no hi ha més proves.
El 1607 el belga Valère André cita com a autor Diego Hurtado de Mendoza. Aquesta atribució va ser generalment acceptada fins que a finals del segle xix es va demostrar que era insostenible.
El francès Alfred Morel-Fatio relaciona l'autor amb el cercle erasmista del germans Valdés. La catalana Rosa Navarro i Durán, catedràtica de literatura espanyola a la Universitat de Barcelona, concreta l'autoria a Alfonso de Valdés.
Per la seva banda, el professor de filologia clàssica Francisco Calero va proposar el 2006 que l'autor seria l'humanista valencià Joan Lluís Vives, basant-se en la temàtica de la novel·la (la crítica a les injustícies socials i la manca de caritat de l'església catòlica, que l'autor ja va exposar àmpliament en diverses obres seves en llatí, com ara De subventione pauperum) i en les concordàncies d'estil en general amb la seva obra. També va observar nombrosos catalanismes en l'obra.
Jordi Bilbeny va proposar el 2007 que l'autor era valencià, basant-se en els catalanismes que apareixen a l'obra, igual que Calero, i en la inversemblança del periple dels personatges per terres castellanes i que seria el resultat de substituir, per part de la censura, els topònims valencians originals per uns altres castellans. Bilbeny proposa que els indrets on té lloc l'acció serien les rodalies de Gandia, i que l'origen del protagonista era la vila de Tormos, a la Marina Alta, i no el riu Tormes, a Castella i Lleó. A més, segons Bilbeny, l'obra original es va escriure en català, i fou traduïda i adaptada al castellà per la censura de l'època, d'igual manera que El Quixot i La Celestina, i finalment l'original es féu desaparèixer. Bilbeny proposa que l'autor podria ser el poeta i dramaturg valencià Joan Timoneda.